# Capillipedium kwashotense
Capillipedium kwashotense är en gräsart som först beskrevs av Bunzo Hayata, och fick sitt nu gällande namn av Chien Chang Hsu. Capillipedium kwashotense ingår i släktet Capillipedium och familjen gräs.
Artens utbredningsområde är Taiwan. Inga underarter finns listade i Catalogue of Life.